# Amonijev nitrat
Amonijev nitrat (NH4NO3, amonijeva salitra, amonit/istoznačnica: amolit) amonijeva je sol dušične kiseline. Dolazi u obliku prozirnih kristala ili bijelog praha. Koristi se u poljoprivredi kao dušikom bogato umjetno gnojivo, kao oksidans u eksplozivima, te za postizanje niskih temperatura.

## Kristalne faze
Kristalno uređenje amonijevog nitrata mijenja se u ovisnosti o tlaku i temperaturi. Određene su sljedeće kristalne faze:
| Sistem | Temperatura (°C) | Faza        | Promjena volumena (%) |
| ------ | ---------------- | ----------- | --------------------- |
| -      | > 169,6          | tekuća      | -                     |
| I      | 169,6 do 125,2   | kubična     | +2,1                  |
| II     | 125,2 do 84,2    | tetragonska | -1,3                  |
| III    | 84,2 do 32,3     | α-rombska   | +3,6                  |
| IV     | 32,3 do −16,8    | β-rombska   | −2,9                  |
| V      | −16,8            | tetragonska | -                     |

## Dobivanje
Procesi od kojih se sastoji industrijska proizvodnja amonijevog nitrata, iako kemijski jednostavni, tehnološki su prilično izazovni. Kiselinsko-bazna reakcija amonijaka s dušičnom kiselinom daje otopinu amonijevog nitrata:
HNO3(aq) + NH3(g) → NH4NO3(aq)
U industrijskoj proizvodnji ovaj proces se izvodi miješanjem bezvodnog amonijaka i koncentrirane dušične kiseline. Reakcija je burna i vrlo egzotermna. Nakon što je nastala otopina, obično koncentracije od oko 83%, višak vode se otparava i dobiva se otopina amonijevog nitrata koncentracije 95% do 99,9%, ovisno o čistoći. Od dobivene otopine se u tornjevima za raspršivanje rade granule amonijevog nitrata koje su tipičan komercijalni oblik ove kemikalije.

Haberov proces koristi dušik i vodik za proizvodnju amonijaka, dio kojega se može oksidirati u dušičnu kiselinu te s preostalim amonijakom dati amonijev nitrat.

Amonijev nitrat se također može dobiti iz otopina amonijevih i nitratnih soli:
(NH4)2SO4 + 2 NaNO3 → Na2SO4 + 2 NH4NO3
Ca(NO3)2 + (NH4)2SO4 → 2 NH4NO3 + CaSO4
Natrijev sulfat se uklanja snižavanjem temperature smjese - jer je slabije topljiv u vodi od amonijevog nitrata on se taloži i uklanja filtracijom. Kalcijev sulfat je prilično netopljiv, čak i na sobnoj temperaturi.